# La Vancelle
 (février 2025).
Si vous disposez d'ouvrages ou d'articles de référence ou si vous connaissez des sites web de qualité traitant du thème abordé ici, merci de compléter l'article en donnant les références utiles à sa vérifiabilité et en les liant à la section « Notes et références ».
 (février 2025).
La Vancelle (alsacien : Wànzel, allemand : Wanzel) est une commune française située dans la circonscription administrative du Bas-Rhin et, depuis le 1er janvier 2021, dans le territoire de la Collectivité européenne d'Alsace, en région Grand Est.
Cette commune se trouve dans la région historique et culturelle d'Alsace.

## Géographie

### Localisation
La Vancelle (Wanzel en allemand) est un village de montagne, blotti sur le versant sud du massif qui sépare le val de Lièpvre et le val de Villé. Le village se trouve à 13 km à l'est de Sélestat et à 3 km à l'ouest de Lièpvre, qui est  la localité la plus proche.
La plupart des  maisons d'habitation sont perchées sur une hauteur qui domine à l'ouest le massif du Chalmont et à l'est le massif de l'Altenberg à 855 m. La Vancelle est bien exposée au soleil et particulièrement protégée des vents du nord. Le Chalmont la met à l'abri des vents d'ouest. Construit sur un terrain en pente, les maisons les plus récentes s'ouvrent au sud sur le vaste panorama des sommets situés sur la rive droite de la Lièpvrette. La pente est raide dès la sortie du village en lisière de la forêt. Celle-ci est constituée de résineux (pin sylvestre) mais aussi de feuillus. Sur le versant haut-rhinois en direction du Chalmont, il est peuplé de hêtres. Les habitants de La Vancelle sont appelés les Vancellois et les Vancelloises. Les habitants de la Vancelle sont surnommés « Cocattes », terme qui désigne la pomme de pin en patois roman. Ce surnom leur a été attribué parce que les habitants utilisaient jadis des pommes de pin pour se chauffer.

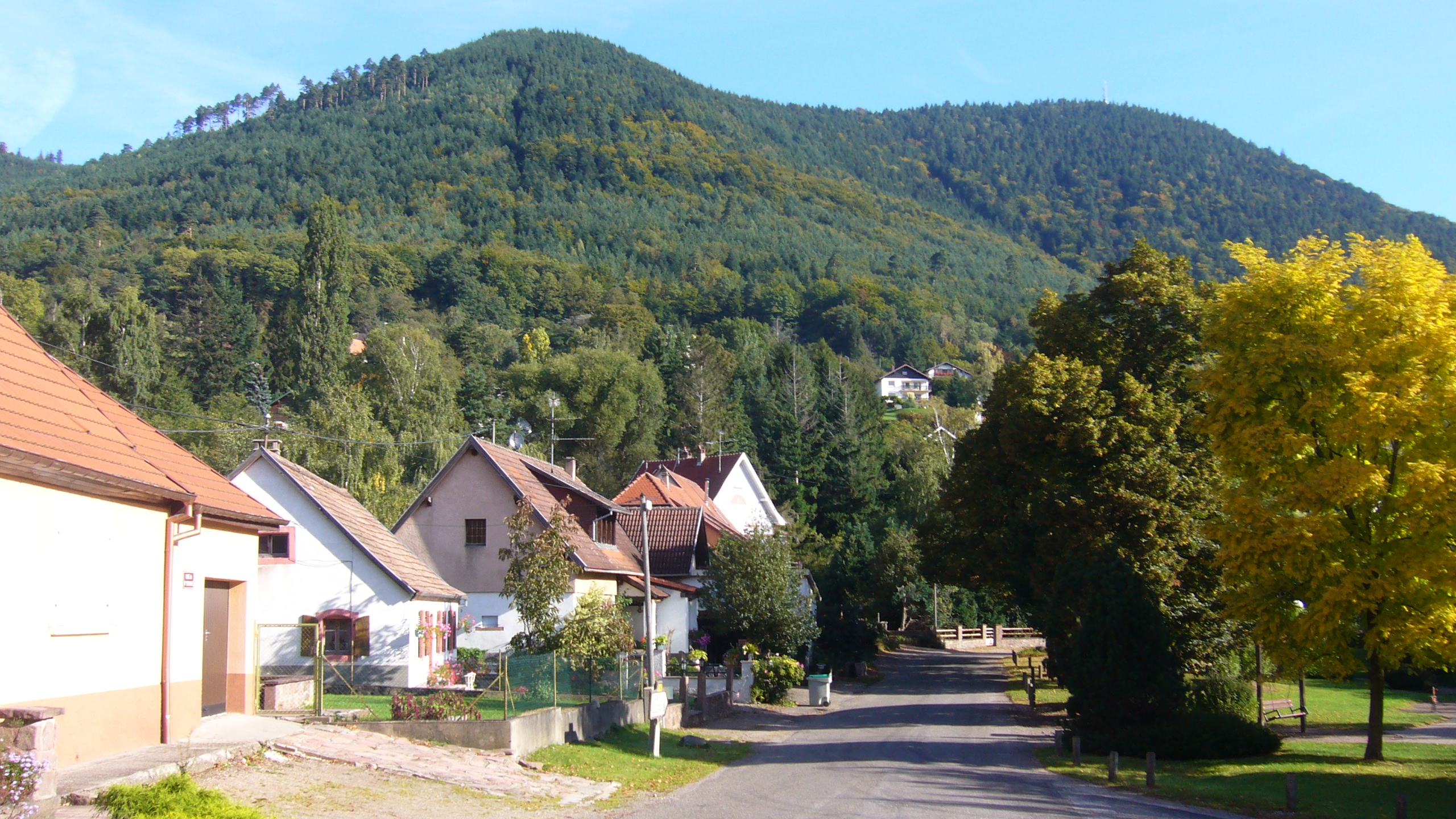
Vue partielle du village de La Vancelle et au fond le massif de l'Altenberg et le rocher du Coucou.

### Communes limitrophes
|                            | Neubois     | Châtenois |
| Rombach-le-Franc Haut-Rhin | La Vancelle |           |
| Liepvre Haut-Rhin          |             | Kintzheim |

### Accès
Pour accéder à La Vancelle, en venant de l'autoroute A35, sortir à la bifurcation no 17 direction Sainte-Marie-aux-Mines, Saint-Dié, Nancy, puis emprunter la route nationale 59 en passant par Châtenois, en laissant le val de Villé et pénétrer le val de Lièpvre (aujourd'hui désigné par val d'Argent). À La Vancelle-gare, il faut quitter la route nationale 59 ou RN 459, franchir la voie ferrée et traverser le hameau de Hurst. Une route étroite (la CD 167) en pleine forêt conduit après la maison forestière du Brand tout près du village. Le panorama qui s'étend à gauche fait découvrir le Hahnenberg, le Haut-Koenigsbourg et le massif du Taennchel. Si l'espace est très ouvert vers le sud, il n'en est pas de même vers le nord et l'ouest. En effet, on peut apercevoir sur la droite le Schlossberg avec le château du Frankenbourg, le rocher du Coucou dominé par le pylône hertzien de Télédiffusion de France, la longue muraille de la crête et enfin à l'ouest le Chalmont. En venant de Saint-Dié, prendre la route nationale 59 jusqu'à Lièpvre et de là se diriger vers le camping du Haut-Koenigsbourg puis traverser le hameau du Schirel et pendant 2 km poursuivre la route, qui débouche à La Vancelle. À noter que La Vancelle-gare est une annexe de la commune de Kintzheim.

### Écarts et lieux-dits
- Heiryseik ;
- Hintereck ;
- le Schirel ;
- Hurst.

### Hydrographie

#### Réseau hydrographique
La commune est dans le bassin versant du Rhin au sein du bassin Rhin-Meuse. Elle est drainée par la Lièpvrette, le ruisseau le Muhlbach de Chatenois et le ruisseau le Saarbach,.
La Lièpvrette, d'une longueur de 25 km, prend sa source dans la commune de Sainte-Marie-aux-Mines et se jette  dans le Giessen à Châtenois, après avoir traversé cinq communes. 

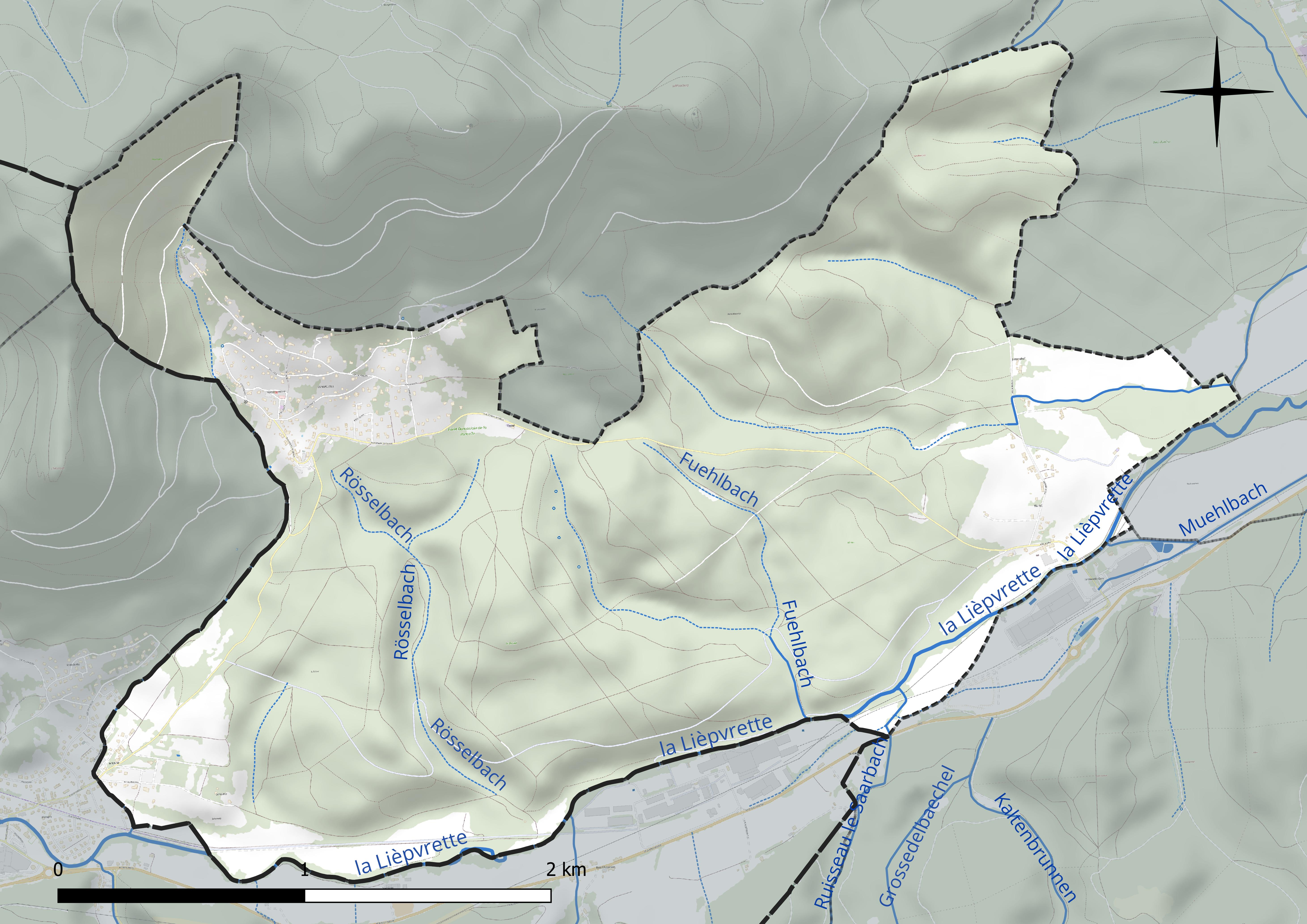
Réseau hydrographique de la Vancelle.

#### Gestion et qualité des eaux
Le territoire communal est couvert par le schéma d'aménagement et de gestion des eaux (SAGE) « Giessen Lièpvrette ». Ce document de planification concerne les bassins versants du Giessen et de la Lièpvrette.  Son périmètre s’étend sur 317 km2. Il a été approuvé le 13 avril 2016. La structure porteuse de l'élaboration et de la mise en œuvre est le Syndicat des eaux et de l'assainissement Alsace Moselle. 
La qualité des cours d’eau peut être consultée sur un site dédié géré par les agences de l’eau et l’Agence française pour la biodiversité. 

### Climat
Pour des articles plus généraux, voir Climat du Grand Est et Climat du Bas-Rhin.
En 2010, le climat de la commune est de type climat de montagne, selon une étude du Centre national de la recherche scientifique s'appuyant sur une série de données couvrant la période 1971-2000. En 2020, Météo-France publie une typologie des climats de la France métropolitaine dans laquelle la commune est exposée à un climat semi-continental et est dans la région climatique  Vosges, caractérisée par une pluviométrie très élevée (1 500 à 2 000 mm/an) en toutes saisons et un hiver rude (moins de 1 °C). 
Pour la période 1971-2000, la température annuelle moyenne est de 9,6 °C, avec une amplitude thermique annuelle de 17,1 °C. Le cumul annuel moyen de précipitations est de 1 019 mm, avec 10,9 jours de précipitations en janvier et 10,9 jours en juillet. Pour la période 1991-2020, la température moyenne annuelle observée sur la station météorologique de Météo-France la plus proche, « Villé », sur la commune de Villé à 6 km à vol d'oiseau, est de 11,3 °C et le cumul annuel moyen de précipitations est de 957,7 mm. 
La température maximale relevée sur cette station est de 39,5 °C, atteinte le 13 août 2003 ; la température minimale est de −19 °C, atteinte le 7 février 1991,,. 
Les paramètres climatiques de la commune ont été estimés pour le milieu du siècle (2041-2070) selon différents scénarios d'émission de gaz à effet de serre à partir des nouvelles projections climatiques de référence DRIAS-2020. Ils sont consultables sur un site dédié publié par Météo-France en novembre 2022.

## Urbanisme

### Typologie
Au 1er janvier 2024, La Vancelle est catégorisée commune rurale à habitat dispersé, selon la nouvelle grille communale de densité à sept niveaux définie par l'Insee en 2022.
Elle est située hors unité urbaine. Par ailleurs la commune fait partie de l'aire d'attraction de Sélestat, dont elle est une commune de la couronne,. Cette aire, qui regroupe 37 communes, est catégorisée dans les aires de 50 000 à moins de 200 000 habitants,.

### Occupation des sols
L'occupation des sols de la commune, telle qu'elle ressort de la base de données européenne d’occupation biophysique des sols Corine Land Cover (CLC), est marquée par l'importance des forêts et milieux semi-naturels (75,9 % en 2018), une proportion identique à celle de 1990 (75,9 %). La répartition détaillée en 2018 est la suivante : forêts (75,9 %), prairies (11,8 %), zones urbanisées (8,2 %), zones agricoles hétérogènes (3,6 %), zones industrielles ou commerciales et réseaux de communication (0,5 %). L'évolution de l’occupation des sols de la commune et de ses infrastructures peut être observée sur les différentes représentations cartographiques du territoire : la carte de Cassini (XVIIIe siècle), la carte d'état-major (1820-1866) et les cartes ou photos aériennes de l'IGN pour la période actuelle (1950 à aujourd'hui).

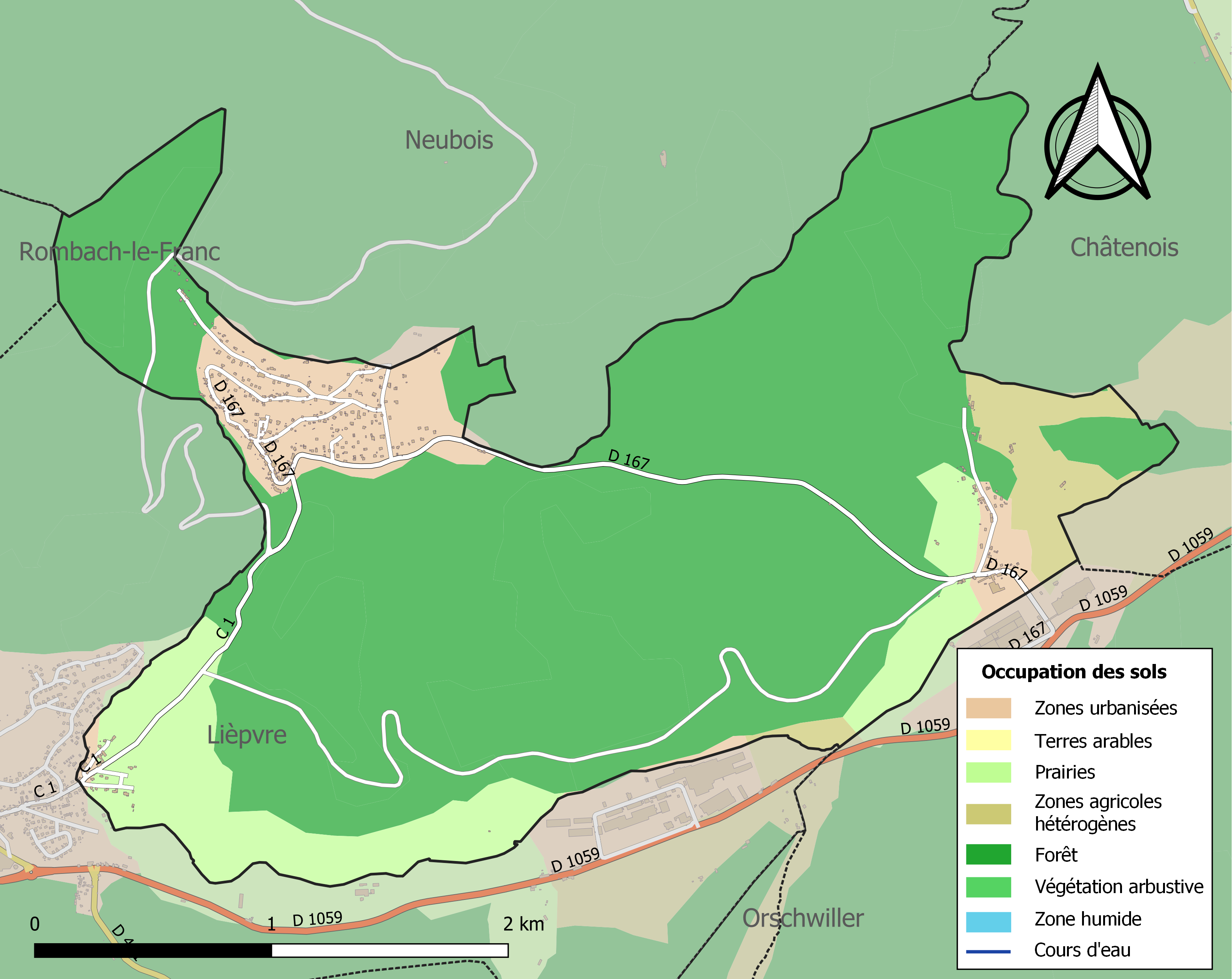
Carte des infrastructures et de l'occupation des sols de la commune en 2018 (CLC).

## Histoire

### Les origines de La Vancelle

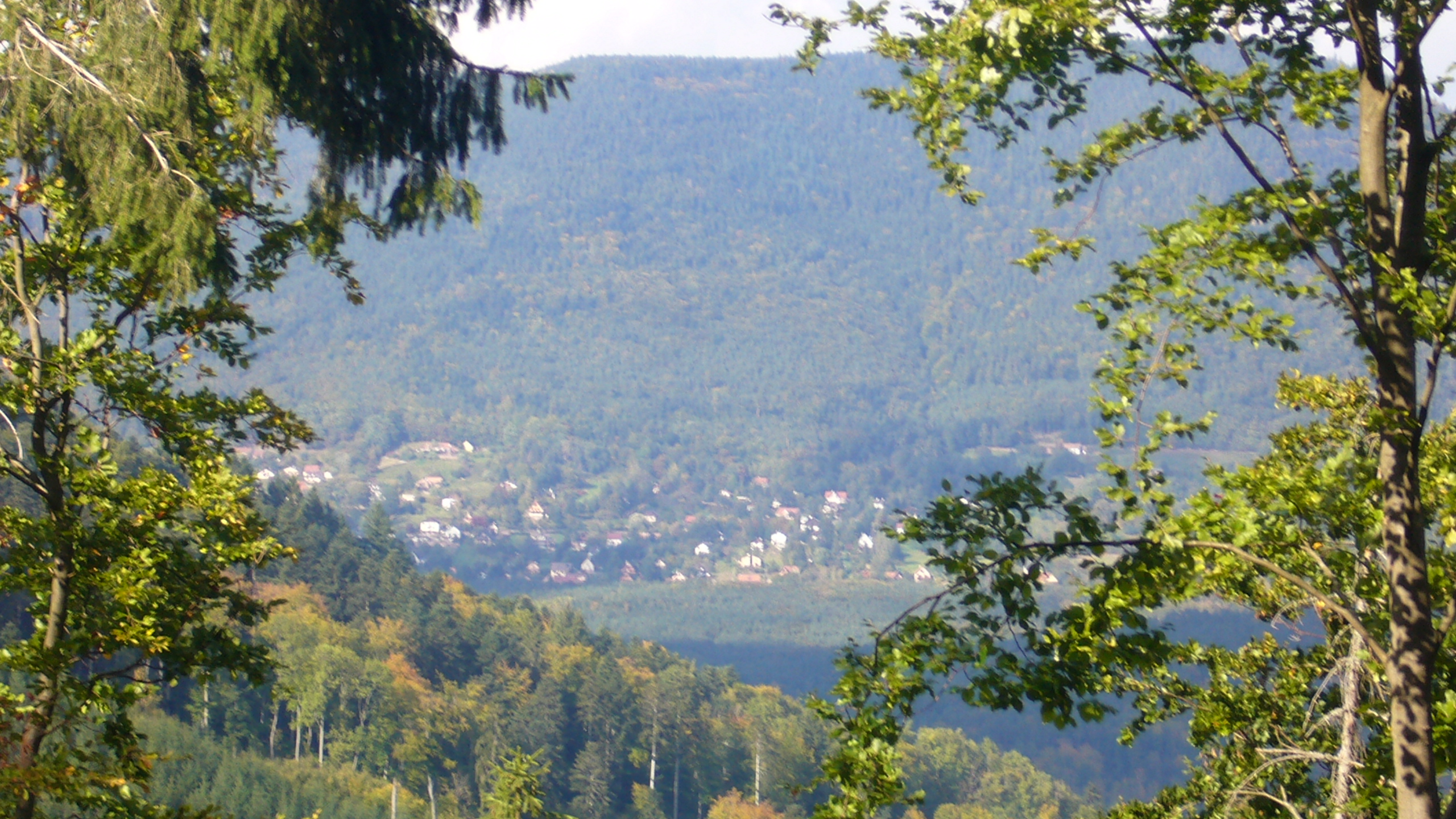
Vue sur La Vancelle depuis la route de Lièpvre à Thannenkirch.

Le village est désigné pour la première fois dans une charte de Charlemagne de l'année 774 sous le nom de Bobolino Cella, accordant des terres à l'abbé Fulrad. Dans ce diplôme le ruisseau  qui coule dans le village est mentionné sous le nom de « Aetsinisbach ». Le village lui-même serait apparu en 794 avec l'arrivée de populations venant de l'autre versant des Vosges consécutif à l'existence du prieuré de Lièpvre tout proche. Fulrad, abbé de Saint-Denis est un personnage assez important et peu connu des Alsaciens. Il fait partie de la dynastie des Pépinides, c'est-à-dire de la même famille que Pépin le Bref, Carloman ou Charlemagne. C'est pourquoi tous ces personnages vont lui confier d'importantes missions d'ordre diplomatiques. Pépin le Bref en accord avec le pape Étienne II le nommera abbé de Saint-Denis. L'influence de l'abbé Fulrad dans la région sera considérable. Il aura notamment un rôle déterminant dans l'accession des Carolingiens à la royauté. C'est grâce à lui que Pépin le Bref sera sacré roi des Francs le 28 juillet 754. Toutes les terres autour de la moyenne Alsace, dont La Vancelle, faisaient probablement parties des biens des Etichonides qui ont été dépossédés par Pépin le Bref en 753 et redistribués plus tard aux amis proches des Pépinides, dont notamment les parents de Fulrad. Plus tard c'est sous la dénomination de « Vanzell »  ou « Wantzel » que le village est désigné.
Vanzell faisait partie des territoires qui entouraient Lièpvre où l'abbé Fulrad avait fondé en 770 un monastère. Le mot Vanzell vient du nom « Zell » qui évoque une cellule de moines (du latin cella). Quant au nom « Van » on ne sait pas d'où il provient.
On pense que le village a été construit à l'emplacement d'un ancien ermitage qui devait se trouver dans le hameau de Bois l'Abbesse faisant partie aujourd'hui de la commune de Lièpvre. Ce serait un ermite connu sous le nom de Bobolinus qui aurait créé une cella d'où d'abord le nom de Bobolino cella. Bobolino cella est mentionné dans la charte de Charlemagne de 774. Ce personnage a enregistré une déposition d'un certain Genechselo daté d'Esherico (Echéry ?) la seizième année du règne de Sigebert III, roi d'Austrasie (début 648 fin 650). Ce Genechselo avoue avoir pris part à une rixe ayant entrainé mort d'homme. À l'époque, le hameau d'Echéry appartenait aux Etichonides. L'un des descendants de cette famille, le comte Hugues III cédera cette portion de terre à sa propre fille, Ermengarde qui se maria le 15 octobre 821 à Lothaire Ier. Ce mariage se déroulera à Thionville en présence de Louis le Pieux, le père de Lothaire 1er, et des plus hauts prélats et dignitaires de l'époque. Plus tard, ces terres sont cédées à l'abbaye de Gorze (Moselle) et quelques moines de cette abbaye s'y installeront dont Blidulphe en 938 qui fera construire un monastère connu au début sous le nom de monastère de Belmont puis d'Echéry.
Au IXe siècle la communauté d'Andlau possédait la forêt et le hameau de Bois l'Abbesse et la ferme connue sous le nom de Abtissin-Hurst. Cette propriété faisait partie intégrante de la villa royale de Kunigesheim (Kintzheim).

### À partir duXIIesièclele village passe aux mains de plusieurs propriétaires

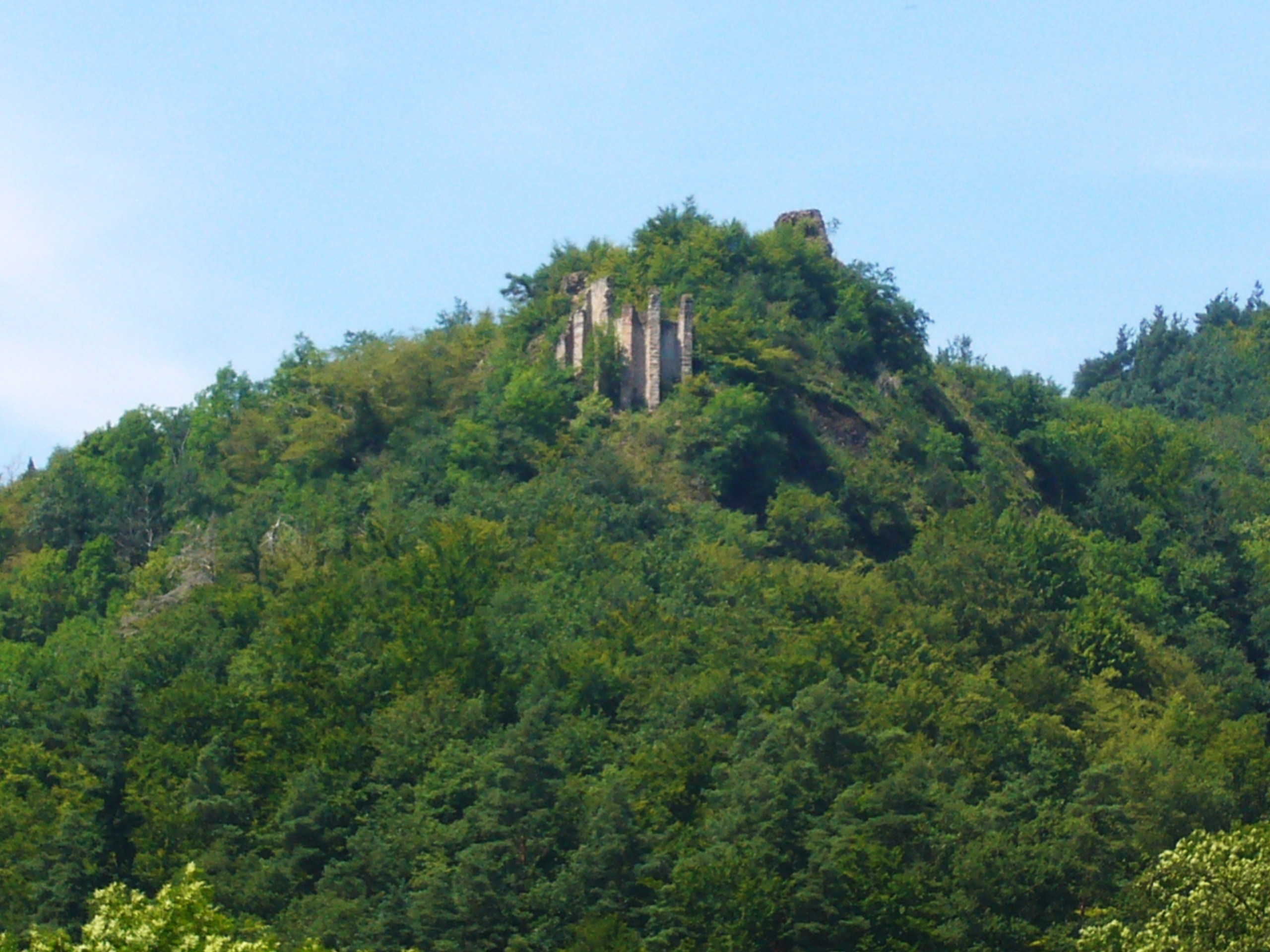
Vue sur la ruine du château d'Echéry depuis le hameau du Petit Rombach à Sainte-Croix-aux-Mines.

Au XIIe siècle La Vancelle fait partie des biens de l'évêché de Strasbourg. Vers 1350 le village ainsi que le hameau de Bois l'Abbesse et Saint-Maurice de même qu'un moulin à Châtenois sont cédés en sous-fief à Jean d'Echéry agissant comme sous-voués des ducs de Lorraine  pour le prieuré de Lièpvre. Ils possèdent un  château qui se trouve au Petit Rombach sur la commune de Sainte-Croix-aux-Mines. Le plus puissant d'entre eux, Jean d'Echéry est assassiné vers 1284 par ses propres cousins. Le sire du Château de Hohenstein, landvogt d'Alsace qui était son principal allié décide de venger sa mort. Il fait assiéger le château d'Échéry dont il deviendra maître en peu de temps et chasse les cousins indignes. Mais le château reviendra trois ans plus tard à nouveau aux cousins. Leur famille est puissante et importante et se divise en plusieurs branches dont l'une prend le nom de Waffler ou Waffeler.Ils sont aussi connu comme Schultheiss impériaux de la ville de Sélestat de 1299 à 1352. En 1297, l'évêque de Strasbourg donne en fief une partie du château de Châtenois à Heinrich Waffler von Eckerich.
En 1331, les Echéry s'associent au duc de Lorraine pour ravager les terres du chapitre de Saint-Dié. Ils sont en guerre contre le duc de Bar. Ils occupent Bertrimoutier, Provenchères-sur-Fave, Sainte-Marguerite et attirent dans un guet-apens les chanoines, Jean Toulon, Geoffroy d'Herberviller et Nicolas de Porche qui commandent les troupes du chapitre. Ils sont faits prisonniers et enfermés dans le donjon du château d'Echéry pour lesquels ils demandent une rançon de 750 livres tournois. En 1338 les villes impériales sont en guerre contre l'évêque de Strasbourg, Berthold de Bucheck. Les Eckerich commandent les troupes de Sélestat. En signe de représailles, l'évêque se joint au landvogt d'Alsace pour ravager les terres appartenant aux Echery. Lièpvre, Rombach-le-Franc et La Vancelle sont partiellement incendiés. Vers 1365, le village est attaqué à son tour par des mercenaires plus communément appelés les routiers dont le chef n'est autre que Arnaud de Cervole (1300-1366) dit l'archiprêtre, un célèbre aventurier des grandes compagnies du XIVe siècle. À la disparition du dernier des Echéry, en 1381 ce sont les seigneurs Wendelin Zum Trübel, famille noble de Strasbourg, qui prennent possession du village, puis il retourne à l'évêque de Strasbourg.  En 1490 la localité est vendue par l'évêque de Strasbourg, au Chapitre de la cathédrale de Strasbourg qui reste propriétaire des lieux jusqu'à la Révolution. Au cours de la Révolution, les biens du chapitre de Strasbourg sont saisis et vendus sous enchères.

### Les habitants se réfugient dans la forêt

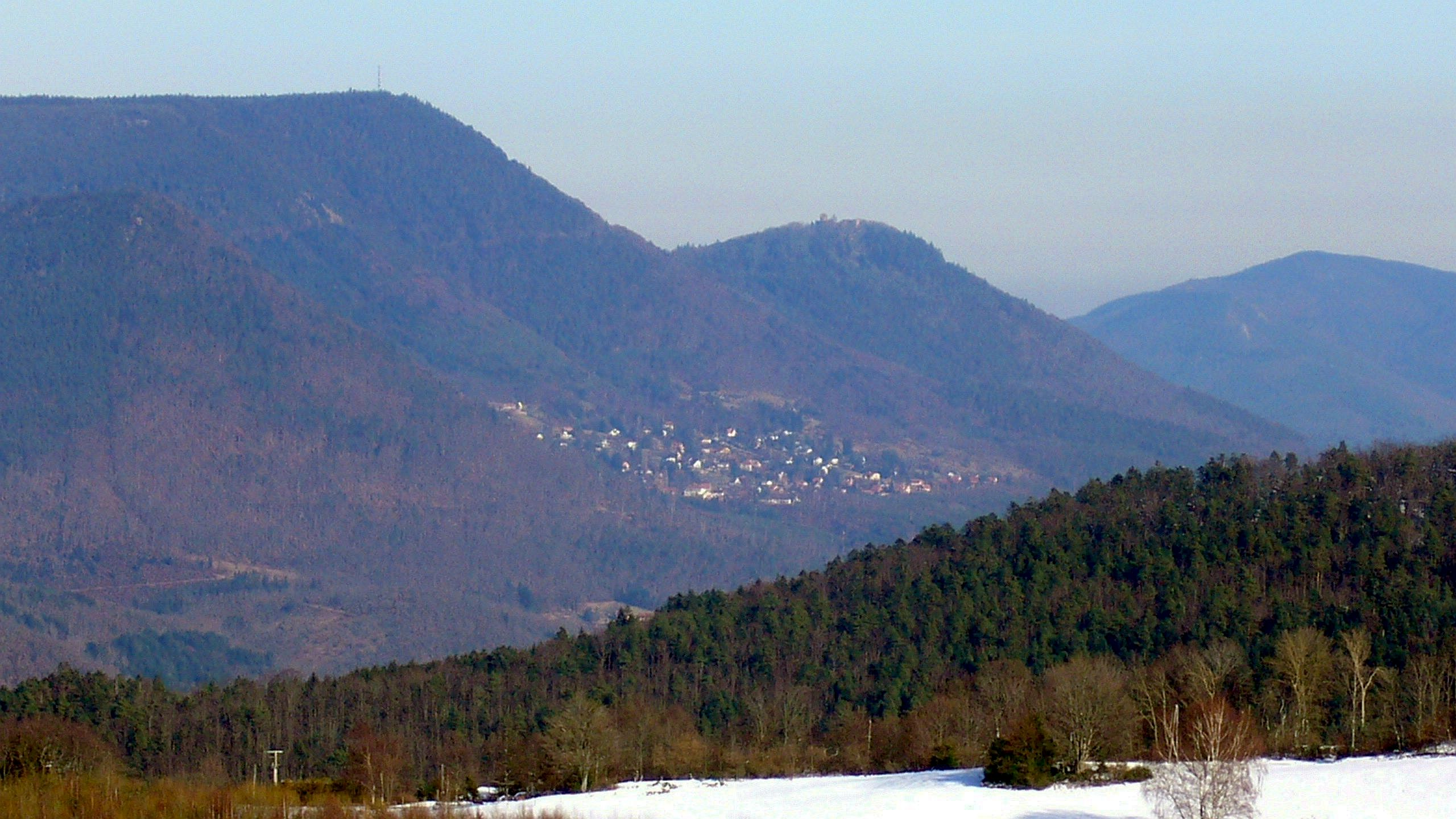
Vue sur le village de La Vancelle, le Rocher du Coucou (sommet à gauche de l'image) et le Schlossberg (sommet du milieu) avec son château du Frankenbourg. Photo pris depuis le Col du Petit Haut faisant partie du ban de Sainte-Marie-aux-Mines.

Au cours de deux périodes, en 1439 et 1444, les habitants de La Vancelle se réfugient dans la forêt pour échapper aux exactions des Armagnacs. En 1445 le village de La Vancelle est entièrement incendié par les troupes de l'évêque de Strasbourg qui voulait se venger des habitants à qui il reprochait d'avoir facilité l'entrée des Armagnacs dans le village. Il fait incendier également les villages de Lièpvre et Rombach-le-Franc pour le même motif. Les habitants qui restèrent en vie, environ une trentaine, quittèrent alors les lieux pour s'établir à 3 km au nord sur le flanc sud de la montagne et loin de la route, tout en gardant le nom de « Wantzell ».
En 1490, l'évêque de Strasbourg vend l'agglomération pour six mille gulden au Grand Chapitre, qui l'incorpore dans son fief du Comte-Ban. Les habitants  se mirent alors à défricher la forêt pour y créer des champs cultivables et des prairies, car ils vivaient essentiellement d'élevage et de fabrication de charbon de bois.
Le même sauve-qui-peut se reproduit en 1632 alors que les habitants du village vont se réfugier dans la partie nord de la montagne au Hintereck, pour échapper aux pillages des troupes suédoises qui ravagent la vallée. Les habitants  se réfugient dans la forêt et s'emploient à la production de la résine et du charbon de bois. Le village est situé à l'époque près de Bois l'Abbesse, sur le versant du "Schirel" jusque vers 1444. C’est à ce moment-là que le village est reconstruit un peu plus au nord. La dénomination francisée de La Vancelle n'apparaît qu'en 1517.

### Litiges entreSélestatetNancy
La commune de La Vancelle possédait avant la Révolution la forêt dite du Neuwald (ou Wantzel) d'une superficie de 47,5 ha qui appartenait depuis 1338 au Monastère de Sainte Foy de Sélestat qui était également propriétaire de la forêt dite du Hantchy ou Hantché faisant partie du banc de l'Allemand Rombach (Rombach-le-Franc). Un peu avant la Révolution cette forêt est devenue une propriété de la ville de Sélestat. En 1888 cette forêt a été acquise par l'État et est devenue une forêt domaniale. Elle correspond en gros aujourd'hui aux parcelles forestières 144 à 146.  Elle a fait dans le passé l'objet de vives contestations entre le Chapitre de l'église primatiale de Nancy et la ville de Sélestat. Cette forêt était contiguë entre la commune de Rombach-le-Franc et la forêt faisant partie du domaine de la ville de Sélestat, d'où de fréquents litiges. Un arrangement est intervenu le 4 septembre 1781 entre la ville de Sélestat représenté par Fr.Ignace et Monsieur Hazmann secrétaire du chapitre pour délimiter les possessions de chacun. Des bornes ont été installées entre les deux forêts marquées du côté de Sélestat par un aigle et du côté de la forêt de l'Allemand Rombach et Lièpvre (l'ancienne forêt du Hantchy et le Chalmont) par la lettre P. Ces bornes restent toujours visibles au-dessus de la crête du haut de La Vancelle.

### Pendant la Révolution La Vancelle est uni à Châtenois
En 1789, la Révolution confisque les biens du chapitre de Strasbourg  et La Vancelle est uni à la commune de Châtenois. Le hameau de Bois l'Abbesse est uni à la commune de Lièpvre. Cependant les habitants se plaignent de ce que la commune-mère s'occupe très peu d'eux. En 1824 la commune compte 400 âmes. Une paroisse est créée en 1857 et une église voit le jour en 1860. L'année suivante, Châtenois achète une ancienne maison dans le bourg pour y installer l'école de La Vancelle qui accueillera 60 élèves en 1900. Il existe en effet de nombreuses grandes familles dans le village composées essentiellement de bûcherons, de tisserands et de journaliers. La Vancelle était autrefois une annexe de la paroisse de Lièpvre et a été érigé en succursale par un décret du 28 septembre 1860. À cette époque le village avait 63 feux.

### La Vancelle devient autonome
La Vancelle qui est une annexe de la commune de Châtenois  devient indépendante le 23 février 1927 tout en étant rattachée au département du Bas-Rhin. Éloignée de 7 km de Châtenois, les charges que représentait l'entretien de ce hameau perdu, incitèrent les deux parties à demander la séparation. Le territoire s'étend à l'époque sur 793 hectares dont la plus grande partie est constituée par des forêts qui ne lui appartiennent pas. Celles-ci sont des forêts domaniales, même si, à plusieurs endroits, des panneaux indiquent : forêt domaniale de La Vancelle. Ajoutons que le lieu-dit de Hurst, située près de l'ancienne gare aujourd'hui à l'abandon, sur la rive gauche de la Lièpvrette, fait partie de la nouvelle commune. Il comprend une douzaine de maisons ainsi qu'une auberge et une ferme. Le lieu-dit « la Vancelle-gare » fait aujourd'hui partie de la commune de Kintzheim.

### Les trois grandes guerres
L'Alsace-Moselle a un passé bien particulier dans l'histoire de la France. En effet, 74 ans durant, l'Alsace et la Moselle sont successivement françaises, puis allemandes puis à nouveau françaises et allemandes. Après la guerre de 1870, l'Alsace et la Moselle deviennent une région de l'Empire allemand, et elles le restent jusqu'à la fin de la Première Guerre mondiale en 1918. En 1939, seconde Guerre mondiale, après 20 années de réintégration à la France, elles sont à nouveau annexées par l'Allemagne nazie jusqu'en 1945. Du fait de ces changements constants, l'Alsace et la Moselle, doivent combattre lors des deux conflits mondiaux dans les rangs de l'armée allemande jusqu'en 1945. Toutes les villes et tous les villages alsaciens et mosellans ont vu partir bon nombre de leurs jeunes gens dont beaucoup ne sont pas revenus. La Vancelle, petit village alsacien niché au cœur d'une forêt de sapins, a lui aussi payé un lourd tribut et comme toutes les villes après la guerre, a érigé un monument à la mémoire de ses soldats morts au combat.

### Les maquis de La Vancelle

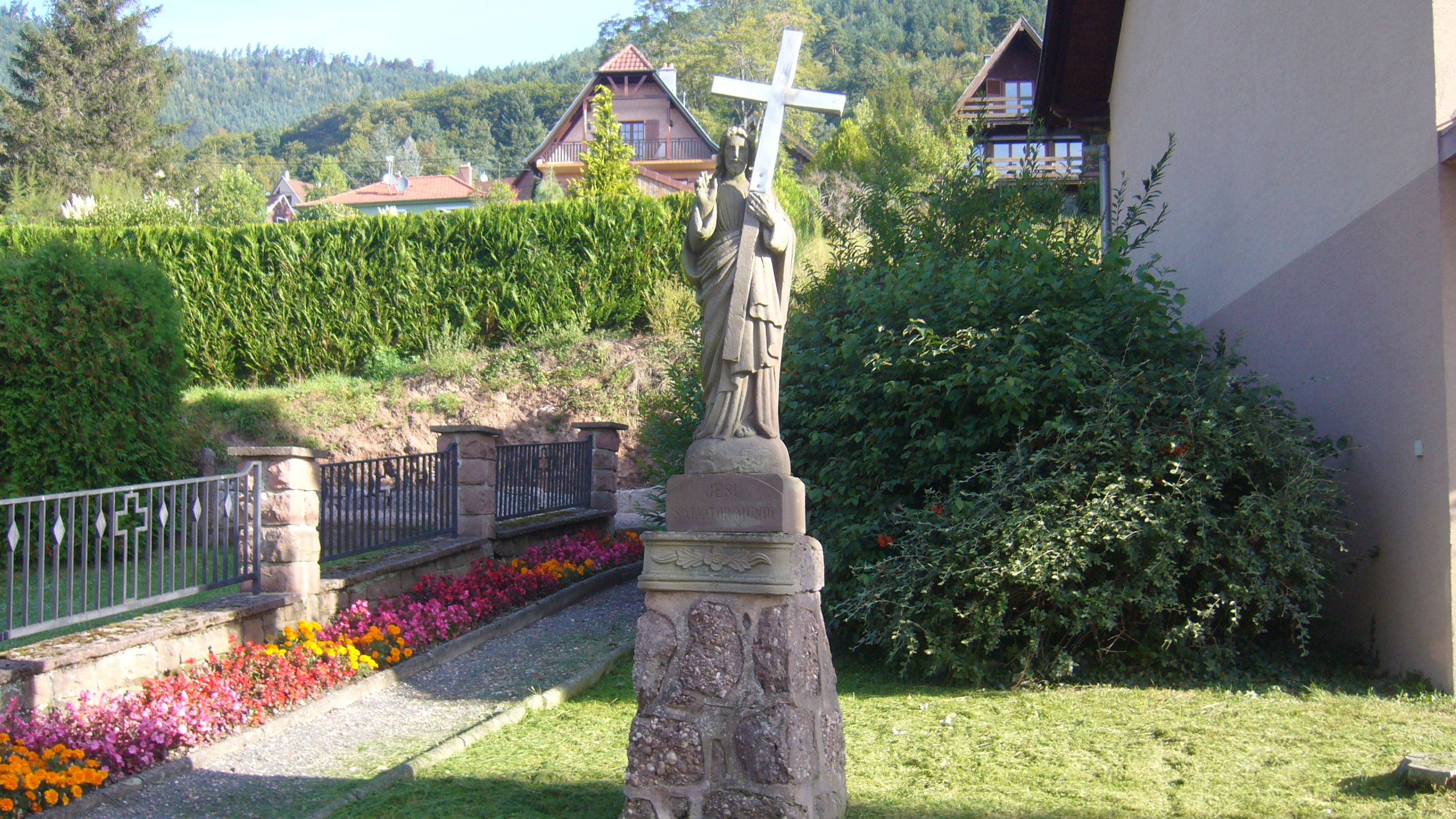
Petit monument près de la mairie de La Vancelle.

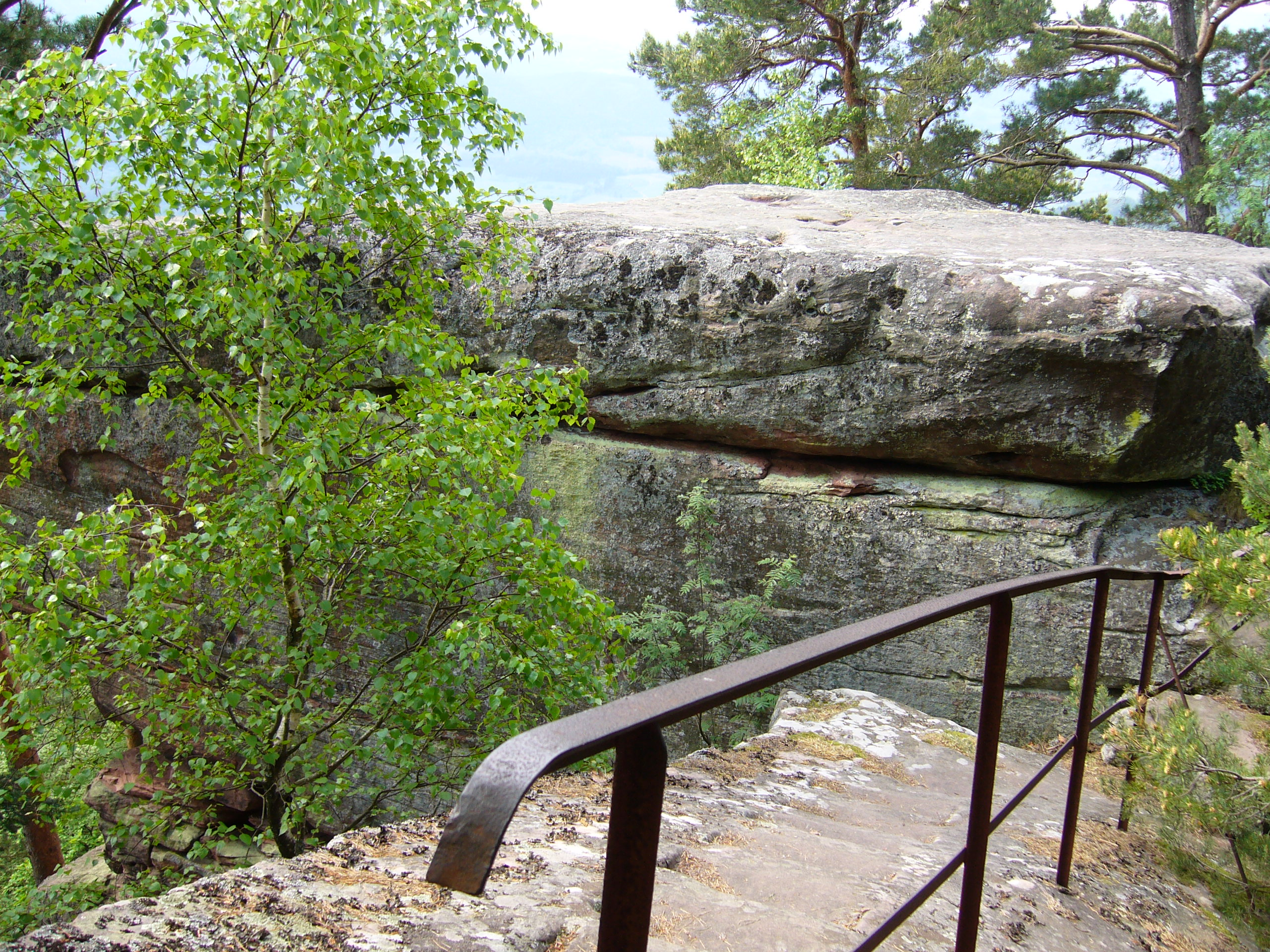
Sommet du Chalmont.

Au cours de la Seconde Guerre mondiale, la région du Chalmont  servait de cachettes à de nombreux fugitifs et incorporés de forces voulant se soustraire à l'armée allemande. C'est en 1943 que deux incorporés de force décident de pas rejoindre leur unité à l'issue d'une permission. Ils se cachent dans la montagne sous une roche de la corniche, non loin du Chalmont, connue aujourd'hui sous le nom de roche des réfractaires. Quelques semaines plus tard le cercle s'agrandit et d'autres jeunes gens viennent les rejoindre. La place commence à manquer, et il faut changer de cachette. On trouve abri sous un immense rocher sur le massif de l'Altenberg. Un vieux poêle-cuisinière est transporté depuis le village qui permet de préparer des repas chauds, mais il ne peut servir que durant la nuit. Toute fumée étant visible le jour et donc susceptible de trahir la présence de ces hommes. Le ravitaillement est difficile, puisqu'il faut toujours se cacher. Pourtant, les fugitifs trouvent auprès de la population des alentours de quoi subvenir à leur besoin. Les prisonniers se débrouillent tant bien que mal. On échange le gibier pris dans les pièges contre le vin le pain et autres denrées apportées en cachette par quelques villageois dévoués (parmi eux, il faut citer madame Sipp,ainsi que Aloïs Martin premier Maire de la vancelle et son fils Marcel Martin résistant ). La vie que mènent ces clandestins est très dure, car il leur faut sans cesse demeurer sur la défensive. L'hiver 1943-1944 est particulièrement éprouvant. Les journées paraissent particulièrement longues. Fin 1944, une douzaine de prisonniers russes, évadés des ateliers installés dans le tunnel de Sainte-Marie-aux-Mines veulent se joindre aux Alsaciens. Parce qu'ils sont trop nombreux, on ne peut pas les prendre en charge. Ils trouvent d'autres cachettes, comme à Rombach-le-Franc et particulièrement au lieu-dit de Grandgoutte ou aux anciennes mines de baryte. Ils vont se ravitailler dans les fermes de Grandgoutte et de Prérébois. La région est aussi rejointe par d'autres ouvriers français transfuges du Service du travail obligatoire (S.T.O) qui viennent se réfugier dans le massif de l'Altenberg. Fin novembre 1944, les maquisards s'enhardissent. Vêtus de l'uniforme de la Wehrmacht, quatre d'entre eux investissent la maison forestière et mettent par surprise la main sur quantités d'armes et de munitions. Désormais ils auront la possibilité de se défendre en cas de nécessité, d'autant plus que les patrouilles allemandes font leur apparition dans la région. Des coups de feu sont échangés et il y a des blessés. L'un d'eux fait prisonnier, est déporté à Dachau d'où heureusement, il reviendra vivant. Mais les évènements vont se précipiter et le maquis de La Vancelle n'a plus de raison d'exister car les troupes allemandes se retirent définitivement.

### La situation privilégiée de la commune

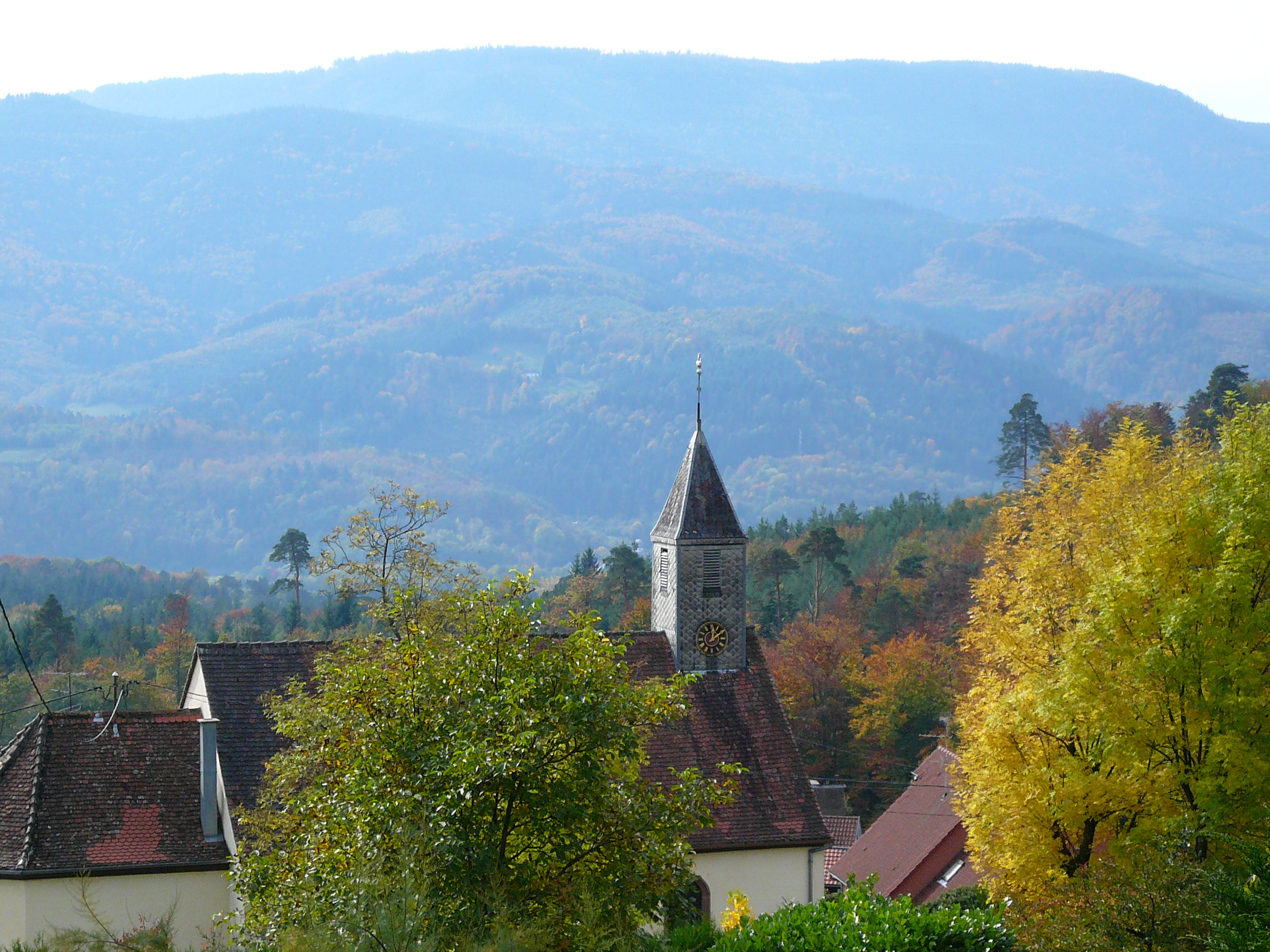
Vue sur l'église de La Vancelle depuis le haut du village.

En 1958, une partie de Neubois est rattachée à La Vancelle. Village de montagne, la localité s'est beaucoup développée avec la construction de résidences secondaires, de maisons de vacances et le développement du tourisme. Au début du XXe siècle, des familles aisées y construisent des villas et des hôtels s'y installent. Actuellement, pendant la bonne saison, les résidences secondaires se remplissent au point que la population passe de 300 à 600 personnes.

## Politique et administration

### Liste des maires
| Période                                  | Période                   | Identité                                        | Étiquette | Qualité |
| ---------------------------------------- | ------------------------- | ----------------------------------------------- | --------- | ------- |
| Les données manquantes sont à compléter. |                           |                                                 |           |         |
| 1927                                     | 1931                      | Aloyse Gérard                                   |           |         |
| 1931                                     | 1956                      | Aloyse Martin                                   |           |         |
| 1956                                     | 1977                      | Félix Hertling                                  |           |         |
| 1977                                     | 1983                      | François Gérard                                 |           |         |
| 1983                                     | 1984                      | Jules Woelfli                                   |           |         |
| 1984                                     | 2008                      | Robert Tschan                                   |           |         |
| mars 2008                                | En cours (au 31 mai 2020) | Michèle Claver, Réélue pour le mandat 2020-2026 |           |         |

## Population et société

### Démographie
L'évolution du nombre d'habitants est connue à travers les recensements de la population effectués dans la commune depuis 1931. Pour les communes de moins de 10 000 habitants, une enquête de recensement portant sur toute la population est réalisée tous les cinq ans, les populations de référence des années intermédiaires étant quant à elles estimées par interpolation ou extrapolation. Pour la commune, le premier recensement exhaustif entrant dans le cadre du nouveau dispositif a été réalisé en 2005.

En 2022, la commune comptait 403 habitants, en stagnation par rapport à 2016 (Bas-Rhin : +3,17 %, France hors Mayotte : +2,11 %).
| 1931 | 1936 | 1946 | 1954 | 1962 | 1968 | 1975 | 1982 | 1990 |
| ---- | ---- | ---- | ---- | ---- | ---- | ---- | ---- | ---- |
| 243  | 200  | 185  | 187  | 223  | 213  | 240  | 244  | 294  |

| 1999 | 2005 | 2006 | 2010 | 2015 | 2020 | 2022 | - | - |
| ---- | ---- | ---- | ---- | ---- | ---- | ---- | - | - |
| 373  | 410  | 407  | 382  | 406  | 401  | 403  | - | - |

### Vivre à La Vancelle
Les commerces et restaurants
Au centre du village, on peut trouver quelques commerces, tels qu'une plateforme multiservice (ou l'on peut commander du pain, de la boucherie, de la boulangerie et d'autres produits de producteurs locaux, tels que du miel produit au village). Il y a aussi 2 restaurants : l'auberge du Frankenbourg ,et le restaurant Elizabeth .
Le parc
Au centre du village se trouve un magnifique parc (d'ailleurs étonnant pour un aussi petit village), comportant de très nombreux jeux (toboggans, balançoire, pont suspendu, araignée, et autres jeux), un stade de foot /basket, un terrain de pétanque, mais aussi des tables de pique-nique, banc, tonnelle, etc.
Et...
Le village comporte une école primaire, un périscolaire, une MJC, une mairie, une église.
Transports
Le village est donc accessible par 2 routes et de nombreux sentiers pédestres.
Un arrêt de bus est aussi présent à plusieurs endroits dans le village où une ligne de bus (Sainte-Marie -Sélestat) passe les matins et les soirs.

### Les associations
Petite bourgade rurale, La Vancelle dispose de peu d'activités culturelles. Cependant, dans les années soixante, une maison des jeunes et de la culture (MJC) a été mise en place.

## Économie
L'entreprise Rossmann dont le siège est à La Vancelle, exerce une activité de cartonnerie sur le site de La Vancelle et de Sainte-Croix-aux-Mines. Elle emploie 250 personnes.

## Culture locale et patrimoine

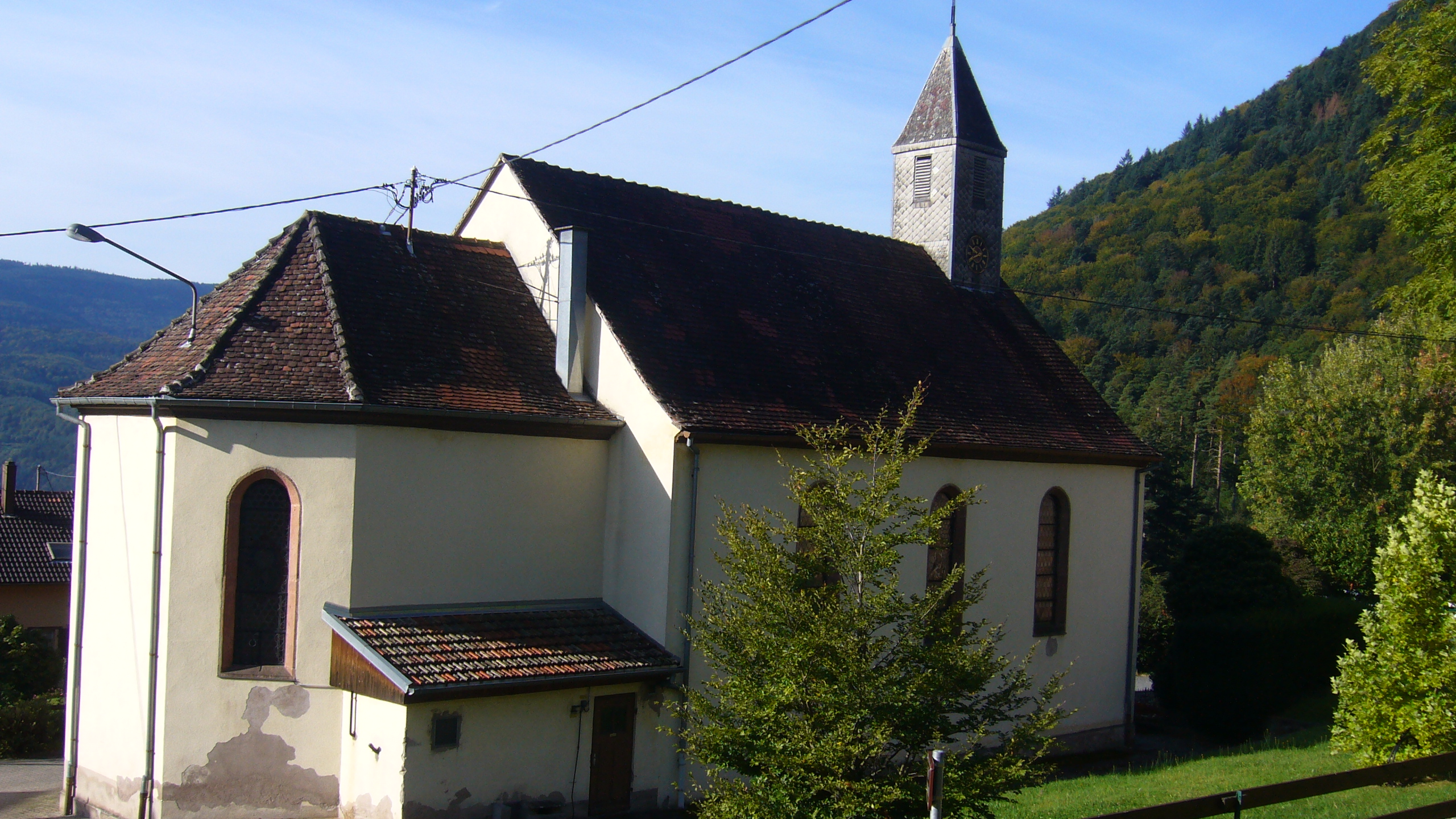
Église Saint-Louis (1860).

### Lieux et monuments
- Église Saint-Louis

La Vancelle  ne possédant aucun lieu de culte jusqu'en 1860,les habitants de ce village de montagne se rendent à Lièpvre pour les offices du dimanche. Après la construction de l'église qui s'achève en 1860 la paroisse devient une filiale de Châtenois, dont elle partage le sort jusqu'en 1927. Érigée en succursale par décret impérial en juillet 1860, l'église de La Vancelle existait en fait depuis 1857, année de sa consécration. Ce modeste sanctuaire de montagne n'en révèle pas moins quelques éléments remarquables, en particulier le plafond de la nef, peint par l'artiste d'origine villoise René Kuder, en 1929. La composition, très lumineuse, représente Saint Louis, patron de la paroisse, et Sainte Thérèse de Lisieux aux pieds de la Vierge, protégeant le village qui semble émerger de la montagne. Au fond de la nef, dans une niche d'une verte fraîcheur, est installée une piéta d'allure très rustique. Cette sculpture en bois polychrome datée du XVIIIe siècle, œuvre d'un artiste inconnu, ornait jadis la petite chapelle à l'entrée du village (Notre-Dame-de-la-Forêt). Elle a été rénovée en 1972. L'orgue, petit et sans prétention, est cependant parfaitement adapté à l'espace qui lui est dévolu. Il date de 1886, et est l’œuvre du facteur Verschneider, de Puttelange. Privé de nombre de ses tuyaux réquisitionnés en 1917 pour l'industrie de guerre, il retrouva sa voix en 1928, grâce à la manufacture Rinckenbach. Une révision et harmonisation complète fut entreprise en 1972, et permit à l'instrument de donner toute sa mesure sonore. Le clocher enfin, strict minimum par ses dimensions, abrite trois cloches donnant respectivement le mi, le sol et le do. Cet accord suggère, dans le bon ordre, le Salve Regina.
Fonts baptismaux
L'église de La Vancelle possède des fonts baptismaux portant l'année 1501 qui étaient situés auparavant à l'église Saint-Georges de Châtenois.
- Château médiéval du Frankenbourg

Plusieurs sentiers au nord de la commune permettent de se rendre à pied au château du Frankenbourg. Bien que ce château ne fasse pas partie de la commune de La Vancelle (il est situé sur le territoire de Neubois) il permet de se rendre en voiture à environ dix minutes à pied du château. Ce chemin n'est cependant ouvert que les dimanches de mars à octobre et est situé dans le hameau du Schirel entre Lièpvre et La Vancelle.
- Calvaires

La Vancelle possède trois croix rurales. La plus ancienne se trouve au centre du village à côté d'un petit oratoire qui date de 1755. Il est l'œuvre d'un sculpteur local. Une autre croix est située dans l'annexe de Hurst  en bordure de la route départementale 167 implantée sur un talus qui surplombe la route. Elle n'a pas de piédestal apparent. Sculptée dans un grès rose, cette croix aux extrémités potentées à l'allure massive est l'œuvre d'un artisan local. Sur la croix, on trouve les « cinq plaies » du Christ sculptées en méplat ainsi que le symbole de la Trinité. Au sommet de la hampe, les lettres gravées IN au-dessus RI. Sur chaque bras de la traverse, une main percée. À l'intersection, un rectangle avec en son centre un triangle avec des rayons symboles de la Trinité. Juste en dessous dans un cartouche, un cœur brûlant. Enfin, au pied de la hampe dans une autre cartouche, deux pieds percés. Sur le socle est gravé le millésime 1837 juste en dessus les lettres JSO sur la ligne suivante les lettres KH. Cette croix est dans un excellent état de conservation.
- Calvaire du Hurst

Ce calvaire se trouve dans le hameau du Hurst,en bordure de la route départementale 167. Il est implanté sur un talus qui surplombe la route et ne possède pas de piédestal. Ce calvaire a été érigé à la suite d'un accident qui s'est produit au XIXe siècle.
- Chapelle de Notre-Dame-des-Bois

- Monument aux morts

Le monument aux morts a été élevé à l'endroit où en 1904 est tombé un bloc de silex. Le socle du monument est en marbre et mesure deux mètres de longueur sur un mètre de hauteur et un mètre quatre-vingt de largeur. Le haut du monument se poursuit en forme d'escalier. Il est entouré de part et d'autre de verdure et dans son centre se trouve la statue de sainte Thérèse de Lisieux. De chaque côté de la statue se trouvent deux anges priant, les yeux vers le ciel. La statue, déposée dans une petite grotte creusée probablement dans le bloc de silex tombé en 1904 est protégée par un petit toit. Au centre du socle où sont inscrits les noms des soldats morts au combat, se trouvent deux branches de laurier entrecroisés, symbole de paix ainsi qu'une croix gravée d'or. Il est inscrit au centre : « La Vancelle à ses enfants victimes des grandes guerres ».

### Les randonnées à partir de La Vancelle

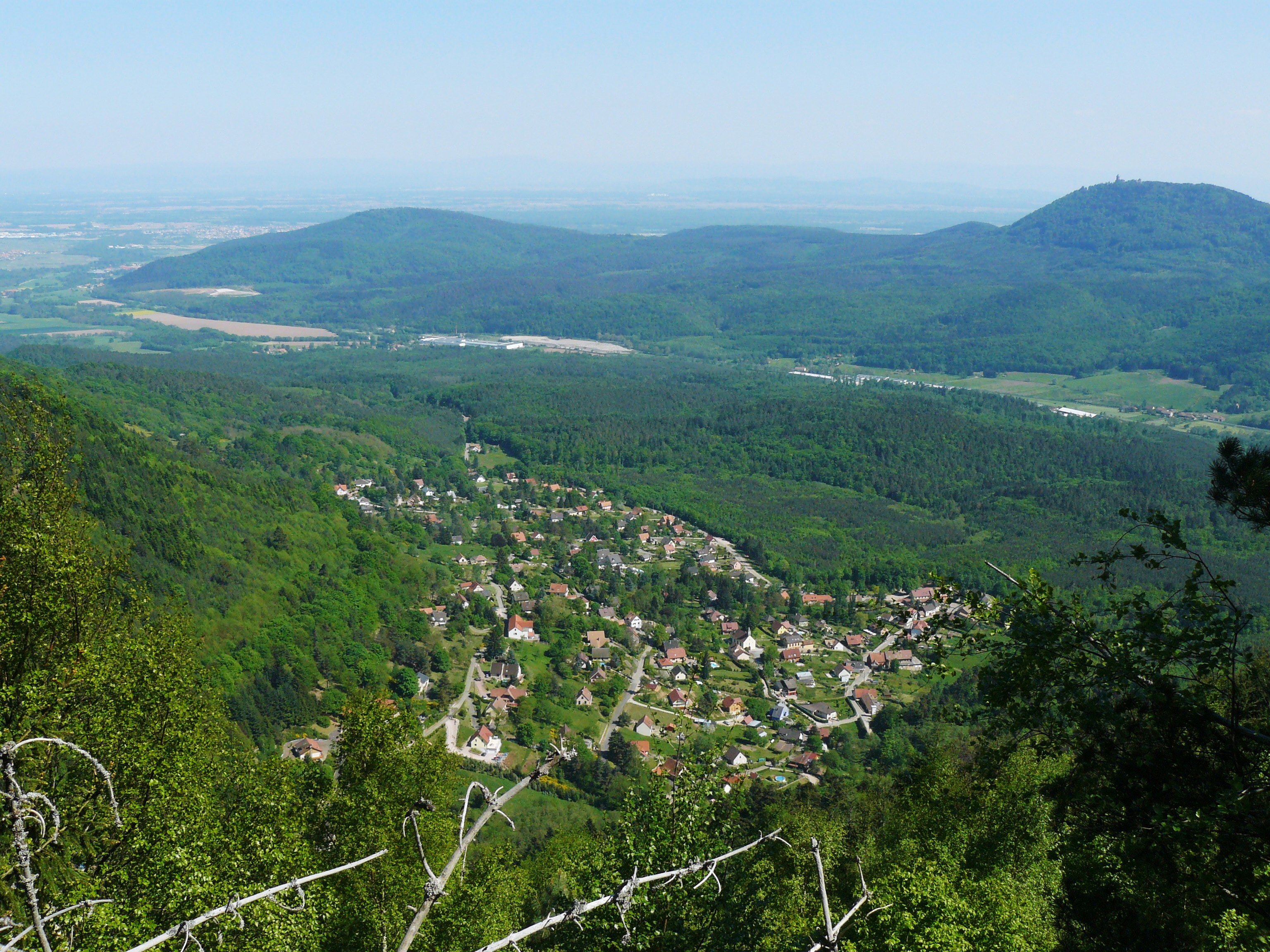
Le village depuis la crête du Haut de La Vancelle avec vue sur la région de Sélestat et le Haut-Koenigsbourg à droite de l'image.

La Vancelle est une base de départ fort appréciée des randonneurs de la région. Les sentiers qui parcourent le village conviennent parfaitement aux personnes qui ne peuvent plus grimper. Le parcours est intéressant. Au passage, on y découvre des framboisiers et des mûriers assez abondants. La découverte la plus intéressante est le château du Frankenbourg qui est facilement accessible au départ de La Vancelle, environ 1h de marche pour y aller, et 45 min pour redescendre. Le chemin est un chemin forestier relativement propre. Les 3/4 de la montée sont en légère pente et les derniers mètres, eux, sont plus raides. On peut aussi se rendre au rocher du Coucou, le Stangenplatz, la roche des Fées, sans oublier le Chalmont avec son rocher sommital d'où la vue s'étend sur toute la vallée de la Lièpvrette. Le rocher du Coucou est reconnaissable de loin, grâce à son pylône d'antennes de Télédiffusion de France qui pointe au-dessus du sommet. Sur l'un de ses contreforts, on trouve les ruines du château du Frankenbourg. La montée vers le rocher du Coucou se fait par un sentier assez pentu parsemé de blocs de rochers en grès rose de différentes tailles. Le sommet du rocher du Coucou est une vaste table en grès rose d'où l'on aperçoit les environs de Sélestat et de la Forêt-Noire, endroit privilégié pour pique-niquer !

### Galerie

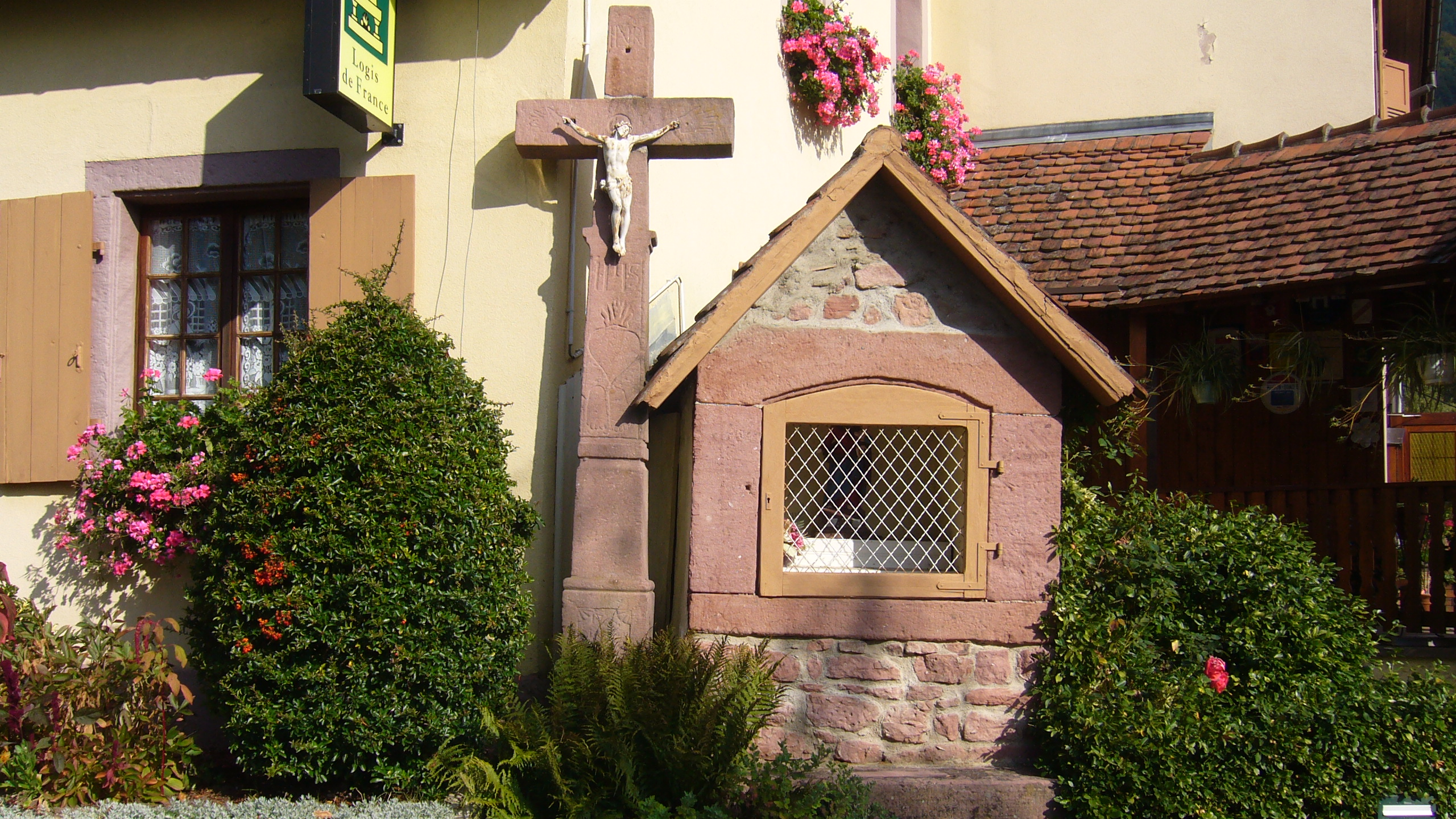
Calvaire à l'entrée du village de La Vancelle (1755).
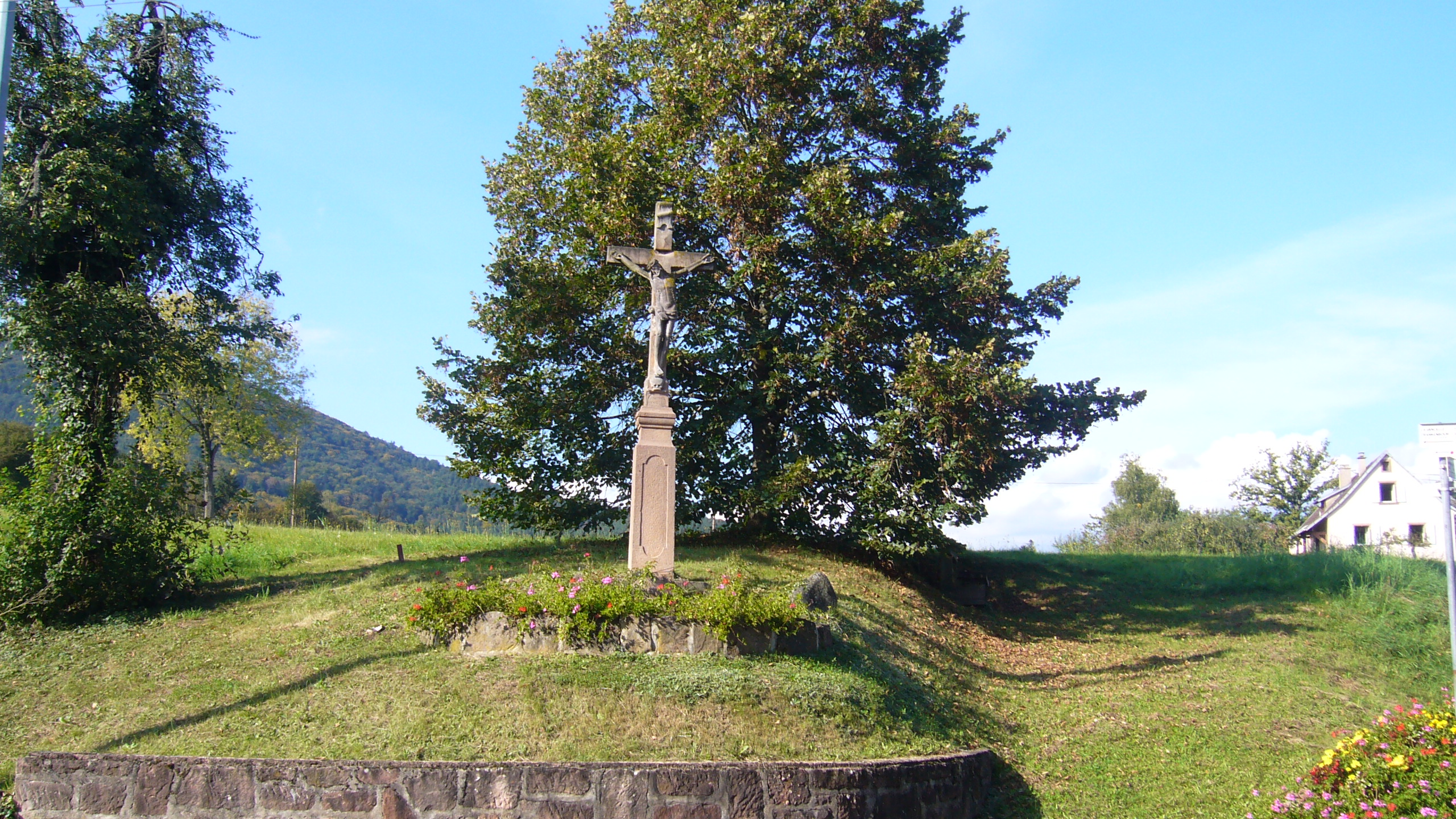
Calvaire du Hurst.
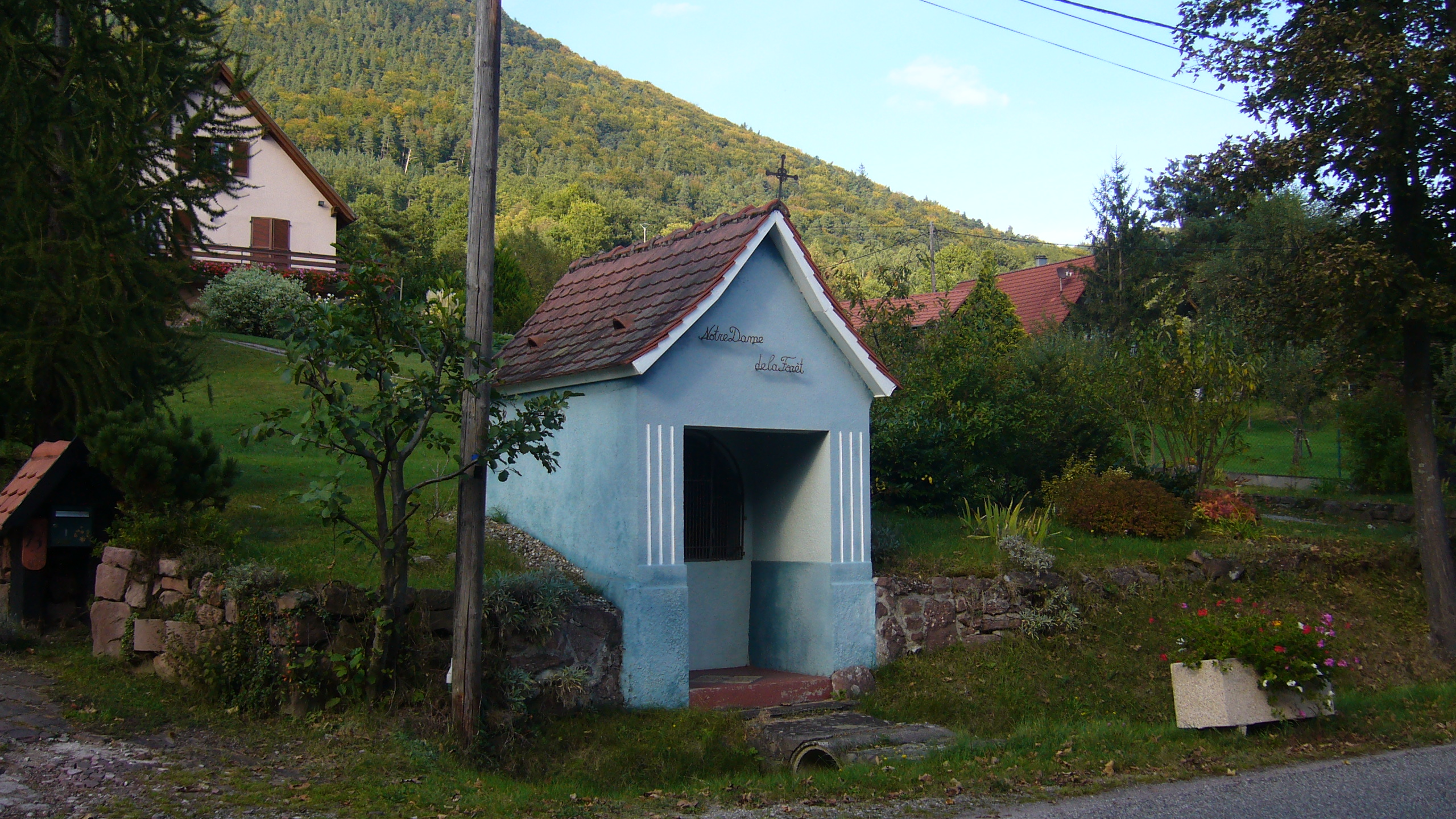
Chapelle de Notre-Dame-des-Bois à La Vancelle.
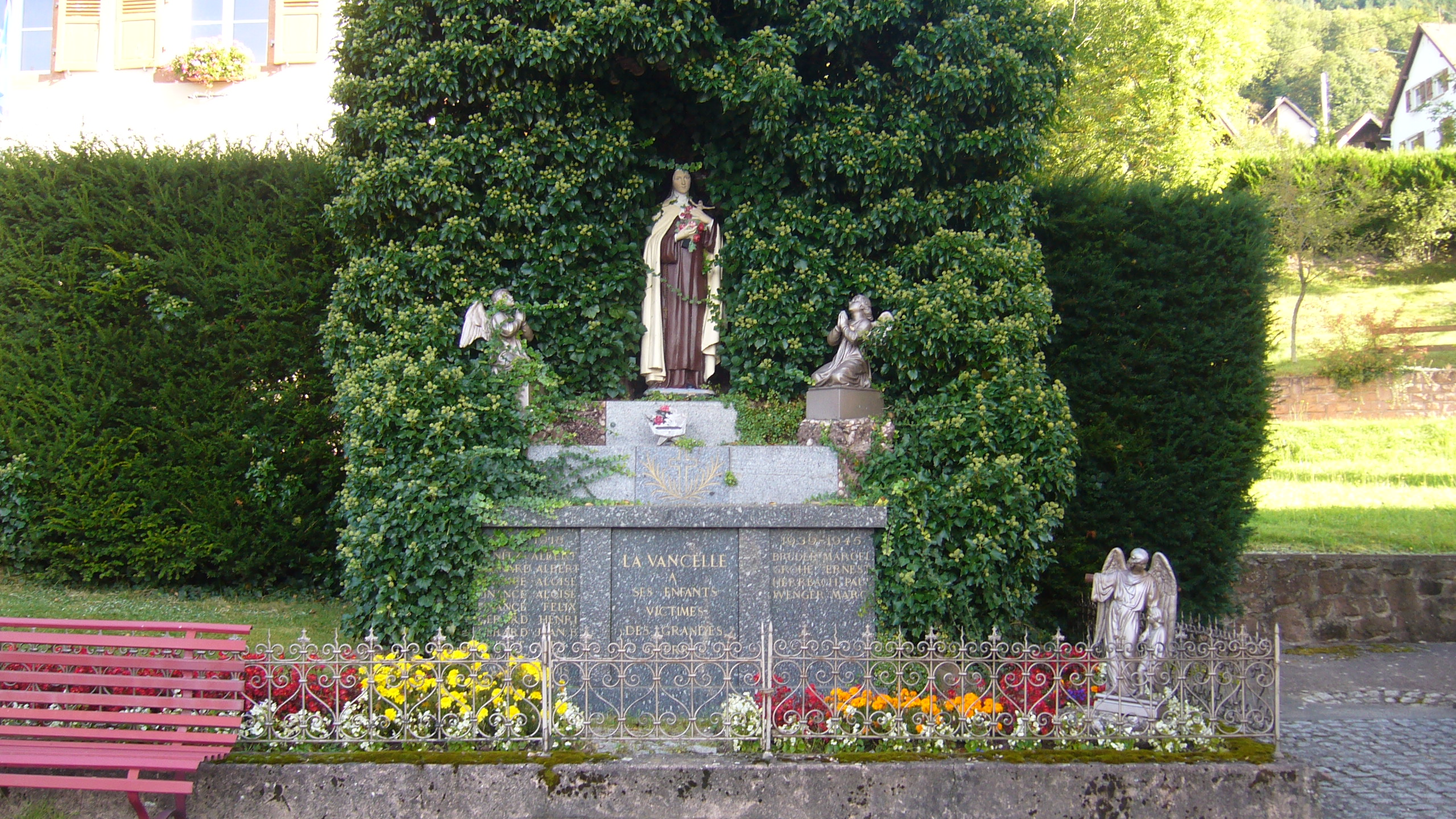
Monument aux morts de La Vancelle..

### Personnalités liées à la commune
Dernière maison et tombe de Paul Aussaresses au cimetière municipal, dirigeant les pires exactions de l'armée française pendant la guerre d'Algérie, y participant lui-même (il reconnait avoir torturé et assassiné de nombreuses personnes de ses propres mains), le clamant et le revendiquant. La Légion d'honneur lui est retirée en 2004.

### Héraldique
| Blason de La Vancelle | Blason  | D'argent aux trois fasces ondées d'azur.                                                                             |
| Blason de La Vancelle | Détails | Le blason est représenté par trois vagues de couleur bleu symbolisant les trois ruisseaux qui traversent la commune. |